# David Rosa
David João Serralheiro Rosa (nascido em 12 de novembro de 1986, em Fátima) é um ciclista português, especializado em cross country.
Representou o seu país nos Jogos Olímpicos de Verão de 2012, em Londres, onde terminou em 23º lugar.